# Hostín u Vojkovic
Hostín u Vojkovic (en allemand : Hostin) est une commune du district de Mělník, dans la région de Bohême-Centrale, en Tchéquie. Sa population s'élevait à 332 habitants en 2020.

## Géographie
Hostín u Vojkovic se trouve à 9 km au nord-est de Kralupy nad Vltavou, à 9 km au sud-ouest de Mělník et à 25 km au nord de Prague.
La commune est limitée par Vojkovice à l'ouest et au nord, par Zálezlice au nord et à l'est, par Újezdec au sud-est et par Dřínov au sud.

## Histoire
La première mention écrite de la localité date de 1088.